# Deva (Rumania)
Deva (en húngaro: Déva) es una ciudad rumana, capital del distrito de Hunedoara, en la región de Transilvania. Tiene una población de 69 257 habitantes. 

## Geografía

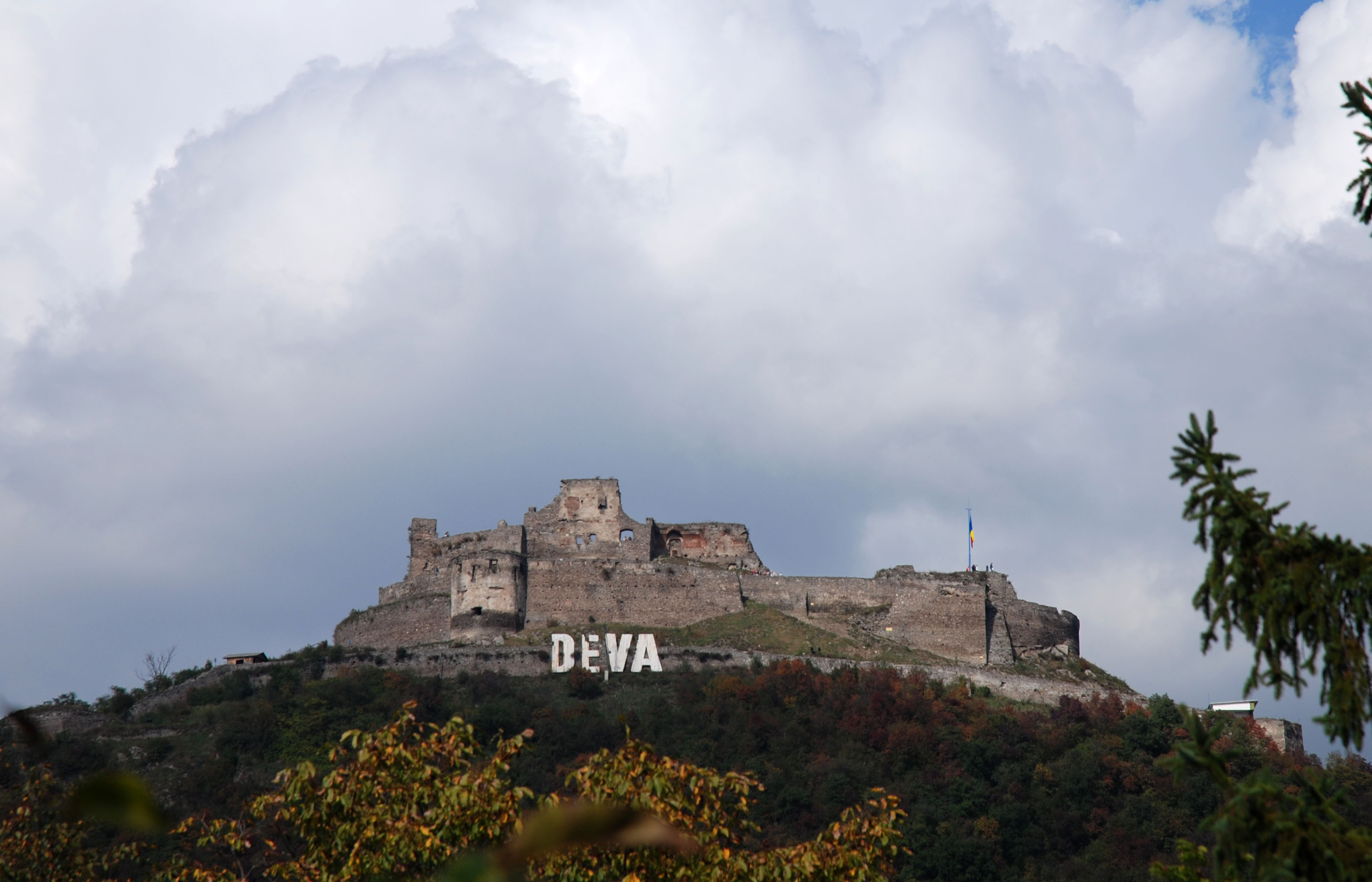
Ruinas del castillo de Deva.

Está situada en el centro de distrito de Hunedoara, a una altitud de 187 metros sobre el nivel del mar, en la orilla izquierda del río Mureş. Se encuentra en una valle rodeado de las montañas de Poiana Ruscă y Zarand al oeste, las montañas de Apuseni al norte y Măgura Uroiului al este. El nombre de Deva parece provenir de la palabra dacia dava que significa ciudadela.

## Demografía
En 2002 la ciudad tenía 69 257 habitantes, según el censo de aquel año, de los cuales, el 89,21 % eran rumanos, el 8,62 % magyares, el 1,62 % gitanos y otras minorías menos del 1% cada una. Desde punto de vista religioso la mayoría eran ortodoxos rumanos (83,18 %), luego católicos (7,58 %) y otros. La mayoría de la población era de avanzada edad, sólo el 14,52 % de la población tenía menos de 14 años.

## Deportes
Aquí también se encuentra la famosa academia de gimnasia, el club Cetate Deva, considerada una de las mejores escuelas del mundo, a la cual han pertenecido numerosas campeonas olímpicas, mundiales y europeas, logrando grandes triunfos internacionales.